# Грушецкий, Василий Фёдорович
Васи́лий Фёдорович Груше́цкий — статский советник в г. Могилёве, профессор, преподаватель 1-й Варшавской русской гимназии, автор учебников.

## Биография

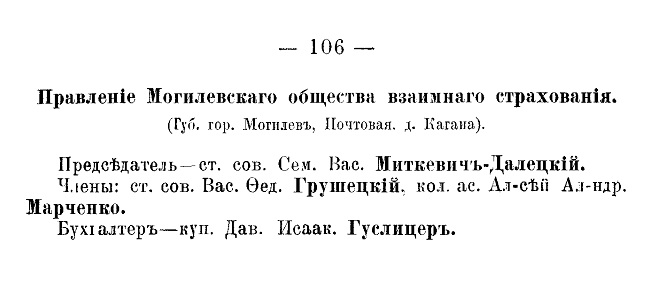
Упоминание о В. Ф. Грушецком в адрес-календаре «Памятная книжка Могилёвской губернии на 1907 год»

Грушецкий Василий Фёдорович окончил курсы Киевской духовной академии (1851—1855). Был женат на дочери польского повстанца. В 60-х гг. XIX века проживал в Варшаве, где работал преподавателем 1-й Варшавской русской гимназии.
С 1893 года статский советник В. Ф. Грушецкий — член Могилёвской городской управы.
С 1896 года В. Ф. Грушецкий — Председатель Могилёвского Общества взаимного страхования имущества от огня.
В конце XIX века — начале XX века был статским советником в г. Могилёв.

## Дети
1. Нина Васильевна — окончила Могилёвскую женскую гимназию в 1889 году. Муж — Отрыганьев Константин Прокофьевич, поручик 162-го пехотного Ахалцыхского полка, участник русско-японской войны. Впоследствии — полковник, командир 106-го пехотного Уфимского полка[5], скончался от ран в германском плену в марте 1915 г. Дети от брака: Ася, Нонна, Зоя, Георгий.
2. Борис Васильевич — в списке офицеров РИА на 1909 г. — капитан 162-го пехотного Ахалцыхского полка. В период 1910—1913 гг. застрелился. Полк на тот момент квартировал в Казани. Обстоятельства и подробности самоубийства неизвестны.
3. Вадим Васильевич.
4. Алексей Васильевич — по окончании Могилевской мужской гимназии в 1897 г. поступил в Петербургский университет на юридический факультет. Член РСДРП. За активную революционную деятельность арестован в 1905 г. После годичного заключения, в 1907 г. отпущен под поручительство мужа старшей сестры подполковника Отрыганьева К. П. От революционной деятельности отошёл. Зачислен вольноопределяющимся в 162-й пехотный Ахалцыхский полк. Впоследствии закончил Юрьевский (Дерптский) университет[6]. Адвокат. Проживал до 1922 г. в Харькове. Жена — Янчевская Мария Ивановна. С 1923г работал в Москве по протекции бывших товарищей по партии.
5. Вера Васильевна Грушецкая — в замужестве Никитина
6. N Васильевич

## Учебники, изданные В. Ф. Грушецким
- «Первоначальное знакомство с русским языком для польских детей». /Варшава,1867 г., 56 с. (То же: Изд. 2-е. 1869. 9. 99);
- «Изборник как пособие при практическом изучении русского языка». Курс 1-й (для детей младшего возраста). /Варшава, тип. Яворского, 1868 г., VIII, 308 с. (С. 1-262. Хрестоматия и материалы для заучивания наизусть. С. 263—291. Упражнения по фонетике, морфологии, синтаксису. С. 292—308. Толкование встречающихся в книге трудных слов и выражений. — Рец.: 1) Ф. Хартахая: Цирк. Варшавск. уч. окр., 1868, № 11; 2) Сб. мнений об учебных руководствах. Спб. 1869, с. 50-51; 3) Цирк. Киевск. уч. окр., 1869, № 4, с. 96-97[7];
- «Русская и церковно-славянская грамота со статьями для чтения». /Варшава, 1870 г.[1].